# Enicospilus sigmatoides
Enicospilus sigmatoides là một loài tò vò trong họ Ichneumonidae.